# Muzejní a vlastivědná společnost v Brně
Muzejní a vlastivědná společnost v Brně je pokračovatelem činnosti Muzejního spolku v Brně, založeného brněnskými středoškolskými učiteli historie, coby základny pro vědeckou a sbírkovou činnost. Na její rozsáhlé práci se podílí patnáctičlenný výbor, redaktoři, autoři, lektoři a dobrovolní pracovníci.

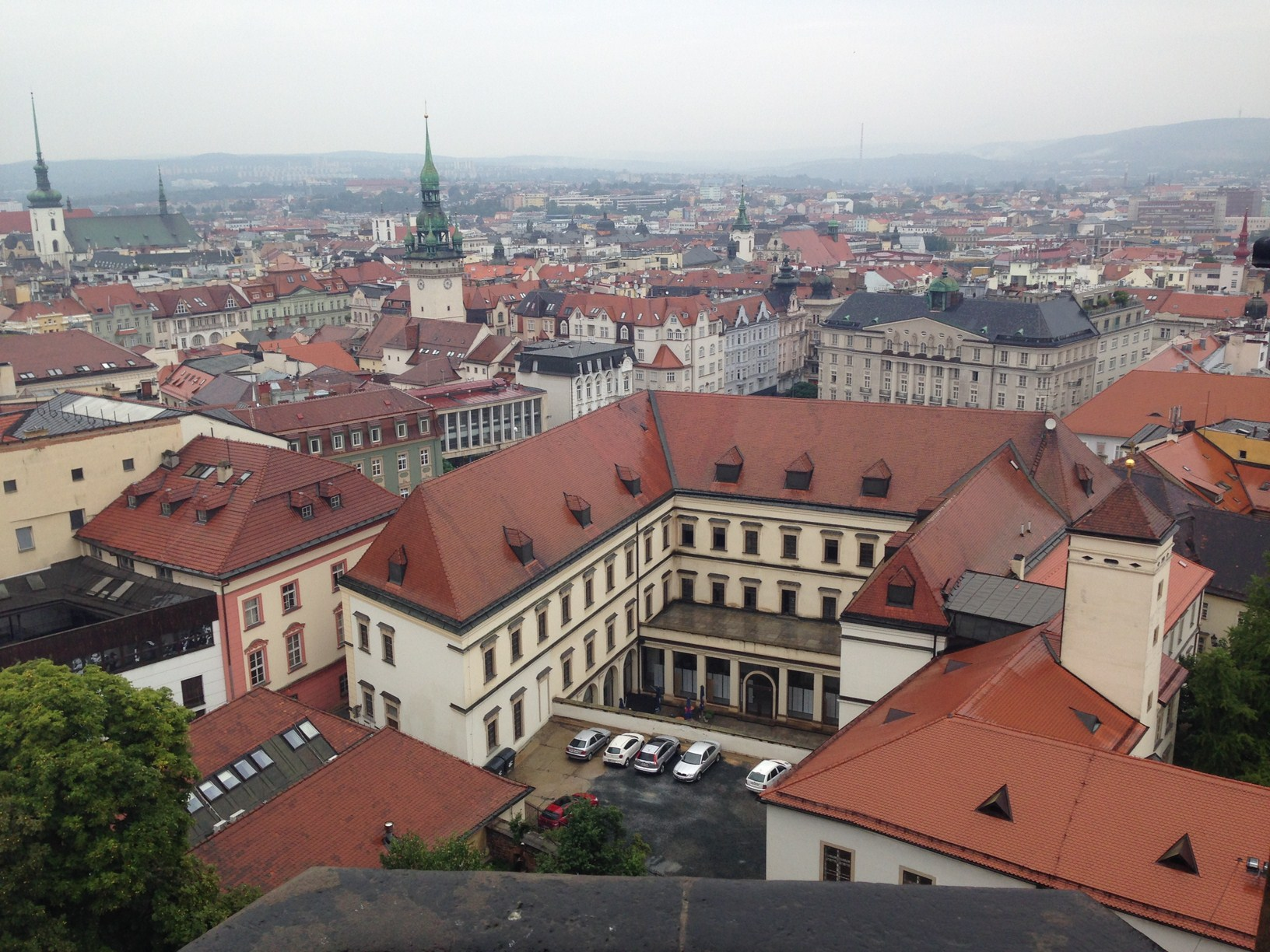
Pohled na Brno z Petrova. V popředí budova Moravského zemského muzea

Brno bylo ve druhé polovině 19. a na začátku 20. století jazykově smíšeným městem, s až do roku 1918 uchovávaným německým nátěrem, ačkoli českého původu byla nejméně polovina obyvatel a okolí města bylo převážně české. Část tohoto obyvatelstva se proto, v situaci, kdy německá historiografie zvláště od šedesátých let stále více zdůrazňovala německý původ moravské minulosti a kultury, a aby čelila poněmčování, věnovala drobné osvětové a kulturní práci, což se odráželo na vzestupu moravského českého společenského a spolkového života.
Od začátku osmdesátých let 19. století prováděla německá historiografie ostré protičeské útoky, přičemž důraz byl kladen na „kulturní misi Němců v monarchii“ a byla zdůrazňována německá přednost v monarchii. Začala jí být prosazována představa nepřetržitého osídlení českých zemí německým obyvatelstvem již od markomanské doby. Toto obyvatelstvo zde pak mělo zůstat i po příchodu slovanského obyvatelstva. Protože se v 2. polovině 19. století zdálo, že spor není možné rozhodnout historickými důkazy, pozornost se zaměřila na archeologii. Česká historiografie usilovala o prokázání původnosti (autochtonnosti) a svéráznosti kultury Slovanů na Moravě. Již v roce 1883 vznikl Vlastenecký spolek muzejní v Olomouci, jehož úspěšná publikační, sběratelská, výstavní a přednášková činnost se stala vzorem pro snahy obdobného spolku vzniklého v roce 1888 v Brně.

## Muzejní spolek v Brně
Rozhodnutí o zřízení spolku, který bude zkoumat, sbírat a soustřeďovat „starožitné památky“ do muzea, padlo na schůzi přátel starožitného a vlasteneckého dějepisu, jež se po předchozích přípravách sešla 26. prosince 1887 v Besedním domě v Brně. Dalším úkolem se stalo pořádání přednášek a diskuzí, vydávání odborného časopisu a vědeckých prací. Stanovy spolku byly schváleny 3. února 1888: „Účelem spolku jest pátrati po znamenitostech země moravské, zejména po starožitnostech a jiných památkách historických všelikého druhu, sbírati je a uchovávati v muzeu, dále pak schůzemi kdekoli na Moravě konanými, přednáškami s poučnými hovory, jakož i vydáváním spolkového časopisu a děl uměleckých buditi v lidu zájem pro kulturní památky vlasti.“ Spolek byl popsán jako nepolitický, odborný a vědecký. V plánu bylo vydávání spisů z oboru prehistorie, historie a historického místopisu.
Muzejní spolek byl po přípravných jednáních založen na první valné hromadě konané v Besedním domě v Brně 4. března 1888 (neděle). Ustavujícímu shromáždění předsedal MUDr. Jindřich Wankel. 11. března 1888 byla na podporu spolku v brněnských a českých novinách otištěna výzva České inteligenci na jižní a jihozápadní Moravě. Druhá část země byla ponechána v okruhu působnosti vlasteneckého muzejního spolku v Olomouci. Spolek vznikl v době, kdy německá správa Brna potlačovala českou většinu v zemi a oficiální historiografie usilovala o prokázání německého původu minulosti Moravy a její kultury, za účelem podpory české vědy a kultury v tehdejším německém Brně.
Spolek sdružující vlastenecky smýšlející členstvo z celé Moravy si za cíl předsevzal vybudování muzea moravské kultury českého jazyka v Brně, záchranu a ukládání památek na minulost, a tím napomáhat k hlubšímu poznání historie vlasti. Muzejní a vlastivědná společnost proto spolupracuje s muzei, archivy, vysokými školami, vědeckými ústavy, pracovišti památkové péče, knihovnami a dalšími.
Na ustavující schůzi 4. března 1888 bylo do prvního výboru čítajícího 12 členů zvoleno deset amatérských archeologů (mj. František Dvorský, Jan Knies, Karel Jaroslav Maška aj.) a jen dva profesionální historici (Václav Royt a František Kameníček). Václav Royt byl předsedou Muzejního spolku jen po krátkou dobu. Po Roytově odstoupení se předsedou stal František Dvorský, který funkci zastával v letech 1889–1917. Po smrti Františka Dvorského funkci v letech 1917–1935 vykonával František Šujan. Místopředsedou byl v letech 1892–1898 František Bartoš a v letech 1899–1922 František Kameníček.
V činnosti spolku se po jeho založení začala projevovat dvě pojetí. Šlo jednak o místopisnou, historickou a publikačně vlastivědnou činnost, a dále to byla činnost muzejní, sbírkotvorná zaměřující se na archeologii a národopis. Vydávání odborného časopisu, což byl jeden z úkolů uvedených ve stanovách, se dlouho nedařilo uskutečnit. Provádění jiných upadlo po deseti až dvanácti letech od založení spolku. Jednalo se například o přednáškovou činnost, kdy byly v blízkém okolí Brna (první uspořádána ve Šlapanicích) i na vzdálenějších místech pořádány „kočovné“ schůze zaměřené na různé obory vlastivědy (převažovaly archeologické). Ke konci 19. století však tato činnost ustala. Konání výstav bylo ojedinělé. První věnující se etnografii byla v Brně v roce 1889. V roce 1890 se pak muzejní spolek zabýval vydáním návodu k vedení a ukládání obecních kronik, poučení o významu a sběru krojů, lidových obyčejů a podobně.
Rozsáhlé úkoly dané stanovami vyžadovaly ke svému uskutečňování značných peněžních prostředků. Vzhledem k tomu, že zpočátku byla spolku zemskou samosprávou podporující především německé instituce zamítnuta jakákoli podpora, musel se spolehnout téměř výhradně na členské příspěvky, jež byly nepatrné. Až od konce 19. století získával peněžní podpory od různých institucí, a také od zemské samosprávy. V té době se rovněž zvýšily příjmy z publikační činnosti.
V praktické činnosti převažoval do konce 19. století archeologický výzkum spjatý s vytvářením muzejních sbírek. Počátky slovanského osídlení na Moravě dokumentovalo archeologické dílo Martina Kříže Kůlna a kostelík, vydané Muzejním spolkem již ve druhém roce jeho činnosti. Organizování archeologické práce bylo spojeno s výzkumem země a s dokumentací při tvorbě sbírek muzeálního charakteru a expozic. Archeologické exponáty Muzejního spolku založené na nálezech z výzkumů v blízkém okolí Brna i jinde na jižní a západní Moravě byly daleko bohatší než sbírky Františkova muzea. U německé správy Františkova muzea to vzbuzovalo závist, a tento výzkum se snažila překazit.

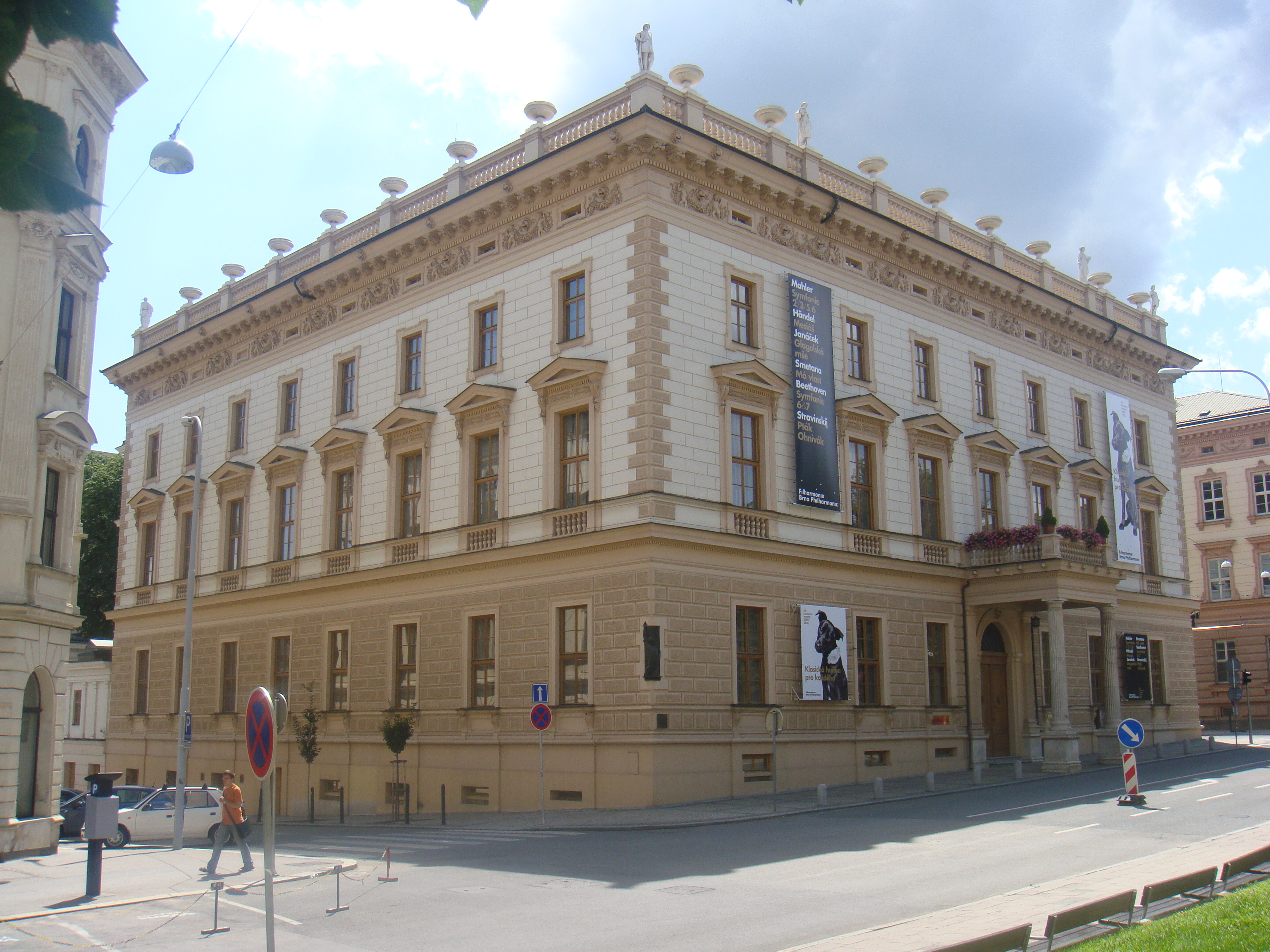
Besední dům v Brně

Členy Muzejního spolku prováděný archeologický výzkum byl průkopnický, protože jím byl vzbuzován zájem veřejnosti o moravský pravěk. Vycházelo se přitom z toho, že kvůli intenzivnějšímu zemědělskému hospodaření se archeologické předměty ocitly v nebezpečí svého zničení. Výzkum byl veden se snahou o prosazení modernějších postupů práce, o soustavnější průzkum míst, vypracování protokolů o nálezech a zveřejnění zpráv.
Pro spolkem za účelem poučování veřejnosti zřízené muzejní sbírky byla od června 1888 pronajata místnost v Besedním domě v Brně. Jednalo se především o archeologické sbírky a knihovnu. Sbírka archiválií vznikla v roce 1890 a sbírka mincí v roce 1891. Rozšiřující se sbírky si vyžádaly získání větších prostor. Poté, co bylo německým vedením historicko-statistické sekce Moravsko-slezské společnosti pro zvelebení orby, přírodoznalství a vlastivědy zamítnuto poskytnutí místnosti ve Františkově muzeu, byly od října 1889 nejprve získány prostory v minoritském klášteře v Brně a od roku 1892 v augustiniánském klášteře na Starém Brně. Zveřejnění a zpřístupnění spolkových a soukromých sbírek a současně finanční zajištění organizovaného archeologického výzkumu (sloučení různých podpor a darů) bylo Muzejním spolkem sledováno v roce 1890, kdy se obrátil na moravský zemský sněm s návrhem na zřízení Zemského archeologického muzea v Brně. Rozšířený návrh na zřízení Zemského muzea (pro archeologii, historii, přírodovědu a další obory) byl výborem Muzejního spolku zopakován v roce 1894.
Dosavadní poměry se změnily v roce 1898 s dožitím Moravské hospodářské společnosti (Mährisch-schlesische Gesellschaft zur Beförderung des Ackerbaues, der Natur- und Landeskunde). Ta spravovala Františkovo muzeum založené v roce 1818. Františkovo muzeum bylo pozemštěno a jazykově zrovnoprávněno. V roce 1899 vznikla Moravská muzejní společnost. Z toho důvodu začal výbor Muzejního spolku jednat o předání muzejních sbírek a knihovny do správy Františkova muzea. Dohoda byla uzavřena 3. července 1900. Archeologické sbírky byly společně s knihovnou předány v roce 1901, sbírky mincí a archiválie v roce 1902. Tím vším se proměnila funkce Muzejního spolku a jako jediný úkol mu zůstala publikační činnost. Rozsah archeologického výzkumu se následně podstatným způsobem snížil, a po nějaké době přestal, zvláště když v roce 1906 vznikl Moravský klub archeologů a poté, co byla zřízena Komise pro přírodovědecký výzkum Moravy. Úkol Muzejního spolku na poli archeologického výzkumu převzal archeologický odbor této komise. Ačkoli se spolek i nadále až do roku 1979 jmenoval Muzejní spolek v Brně, přestal být muzejním spolkem jako takovým a stal se výhradně vlastivědným spolkem.
Zájem o vlastivědu souvisel se zvláštními funkcemi dějepisu té doby. S myšlenkou na vlastivědnou publikační činnost sice jako první přišel Vlastenecký spolek muzejní v Olomouci, v jeho případě ale brzy zcela převážila funkce muzejní. Na to, že je nutné zpracovat moravskou vlastivědu a na to, že je to zvládnutelné, protože značně přibylo českých škol a ústavů, se poukazovalo již v roce 1885. Pokus o vážné rozebrání problematiky vyšel v Časopise Vlasteneckého spolku muzejního v Olomouci v roce 1889. Rozlišovalo se mezi staršími historickými topografiemi (František Josef Schwoy, Gregor Wolný) a vlastivědou, jež by obsahovala další obory. O jejím obsahu a zpracování se uvádělo: „Vlastivěda, která by byla hlavně jen záznamem, jak které panství a která ves z majitele na majitele přecházela, byla by práce jen pro privilegovanou třídu velkostatkářů. Taková vlastivěda by byla přiměřena době před rokem 1848. Dnes je třeba však psáti vlastivědu pro celý národ... Proto nutno, aby vlastivěda podávala všestranný vývoj kulturní a historický našeho lidu.“ „Naše vlastivěda musí najíti cestu do poslední dědiny moravské a k srdci všeho lidu. ... Z téhož důvodu by musila vlastivěda naše psána býti způsobem každému přístupným.“ Tento program vzal za svůj i Muzejní spolek v Brně a na zpracování vlastivědy se připravoval prakticky od začátku své činnosti.

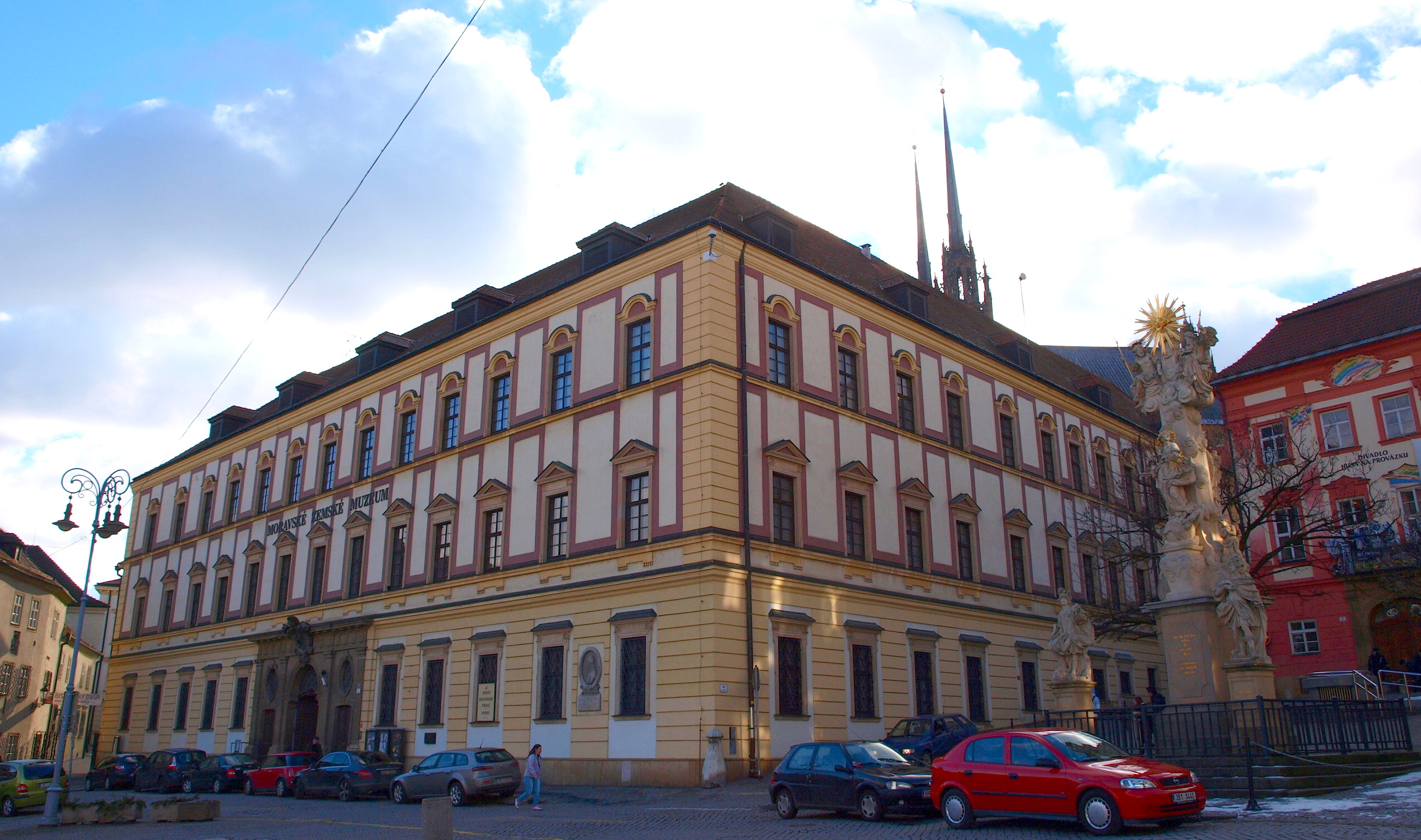
Moravské zemské muzeum v Brně. Napravo Sloup Nejsvětější Trojice na Zelném trhu. Na pozadí věže Katedrály svatého Petra a Pavla

Vysoké hodnocení činnosti spolku vychází z jeho orientace na všechny disciplíny společenských věd, a asi do roku 1950 také na mnoho přírodovědných disciplín. Po celou dobu existence měl Muzejní spolek úzkou vazbu na Moravské zemské muzeum, jemuž postoupil na začátku 20. století své sbírky, zvláště archeologické a muzeum také hmotně a finančně podporoval. Stal se proto součástí okolo roku 1900 z původního Františkova muzea nově vzniklého Moravského zemského muzea, v jehož budově měl vždy vlastní kancelář a sklad publikací.
Muzejní spolek, pozměněný v roce 1979 na Muzejní a vlastivědnou společnost, vždy spoluorganizoval mikulovská sympózia a byl metodickým poradcem řady moravských muzejních spolků.

## Ediční a publikační činnost

### Vlastivěda moravská
Od roku 1897 byla vydávána Vlastivěda moravská, jejíž zpracování bylo připravováno od roku 1890. Zahájení jejího vydávání mělo význam pro oživení činnosti spolku, když v polovině 90. let došlo k úbytku členů, jako důsledku určitých obtíží, které se projevily v poklesu celkové aktivity a v potížích se započetím vydávání Vlastivědy moravské. Podnět k projektu dal František A. Slavík, zpracovatel jeho prvního svazku Brněnský okres (1897), když 3. března 1890 předložil plán Vlastivědy moravské a zároveň návrh dotazníku pro sbírání podkladového materiálu. Se jménem Františka Slavíka jsou spojeny skutečné počátky soustavného poznávání místních dějin. Svoji pozornost věnoval i sociálním a hospodářským dějinám a odbornou činností a podněty na poli organizace přesáhl úroveň regionálního pracovníka.
Dílo mělo mít dvě části. První část by byla obecná a druhá by zahrnovala vlastivědu podle jednotlivých okresů. 23. března 1890 se Muzejní spolek v Brně a Vlastenecký spolek muzejní v Olomouci dohodly na společném postupu a vydaly společné provolání. Záměrem bylo, aby Moravská vlastivěda nahradila předchozí již zastaralé a stručné práce, novými, sepsanými nejen pro poznání minulosti vlasti, ale i přítomnosti na základě současných vědeckých a uměleckých znalostí, a tím nahradit historickou topografii Gregora Wolného, která již zastarala a byla k tomu psána německy. Měla obsahovat vědecké a umělecké, a i společensko-hospodářské poznatky. Podnik si vyžadoval zapojení širšího kolektivu odborníků. Byl pojat encyklopedicky, protože: „vlastivěda obsahovati má všechno, co o vlasti věděti dlužno, byť by byla kusá.“ Jihozápad Moravy měl zajistit Muzejní spolek v Brně, severovýchod Moravy si vzal na starost Vlastenecký spolek muzejní v Olomouci.
Výborem Muzejního spolku byla Vlastivědě moravské věnována velká pozornost, protože měla sloužit poznání země, její přírody, obyvatelstva a historie, vzdělanosti a společenského života. Její pojetí populárně vědeckého zpracování bylo na svou dobu moderní. Odborná redakce, již vedl František A. Slavík, který měl redigovat její topografickou část, byla pro přípravu edice výborem Muzejního spolku ustavena v roce 1891. František Dvorský zodpovídal za přírodopisnou část edice, Josef Hladík za zeměpisnou, František Kameníček za historickou, Antonín Kubeš za literární, František Bartoš za národopisnou a Bedřich Popelka za archeologickou a ekonomickou. V roce 1892 byly obcím opět rozeslány dotazníky a znalci byli výborem vyzváni, aby připravili zpracování jednotlivých svazků. Počítalo se s tím, že dílo, jež mělo sloužit „vědě a národu“, bude pro oblast, kterou si vzal na starost Muzejní spolek dokončeno do roku 1900, jelikož zpracovatelé přislíbili dodání textů do konce roku 1893, případně během roku 1894. S publikací se mělo začít již v roce 1893. Toto očekávání se ukázalo být přehnané. Tak rychlé splnění stanovených úkolů přesáhlo finanční a materiální možnosti Muzejního spolku, a bylo nad jeho síly i po stránce odborného zpracování. Potíže s nakladately R. Prombergrem z Olomouce a J. Barvičem z Brna vyústily nakonec v jejich odstoupení od projektu. Vlastenecký spolek muzejní v Olomouci se věnoval muzejnictví a k Vlastivědě moravské přistupoval váhavě. Z toho důvodů bylo výborem Muzejního spolku 13. prosince 1893 rozhodnuto o tom, že pokud jednání ztroskotají, Vlastivědu moravskou začne vydávat sám. To se nakonec stalo.
Obecná část byla k vydání připravena nejdříve. Podle Františka Slavíka, který v roce 1896 plánoval, že edice bude vydána v osmi svazcích, „vlastivěda je dílo vědecké, budované na základě pravdy“. František Jaroslav Rypáček sliboval, že: „bude šetřeno pouze pravdy a nikoliv politických hesel“. Muzejní spolek v červenci 1896 vydal na čtyři tisíce prospektů, avšak do konce roku se k odběru Vlastivědy moravské přihlásilo jen padesát odběratelů. Úspěch přineslo až vydání prvního sešitu obecné části v roce 1897, kdy se přihlásilo na tisíc odběratelů. Úroveň všeobecné části zajistilo to, že všichni autoři byli vysokoškolsky vzdělaní odborníci (s výjimkou I. L. Červinky středoškolští profesoři). Kladně byly hodnoceny Dějiny Moravy Rudolfa Dvořáka, které byly dalších osmdesát let jedinou obsáhlou syntézou dějin země do konce feudalismu, a Morava za pravěku Inocence Ladislava Červinky. Od začátku 20. století se ale už nepokračovalo ve vydávání dalších svazků.
Vrchní redakci kromě Františka A. Slavíka představoval František Kameníček. Vydávání bylo řízeno Františkem Dvorským a Josefem Hladíkem. Odbornými redaktory byli František Bartoš a Rudolf Dvořák, František Jaroslav Rypáček a František Šujan. Vedle všeobecné části, která byla poté, co se přihlásil větší počet odběratelů, vydávána nákladem tří tisíc kusů, byl vydáván místopis jednotlivých okresů (v nákladu dva tisíce kusů). Vlastivěda moravská soustřeďuje veškeré poznatky o Moravě a jejím místopisu. Na napsání její topografické řady se podílela spousta středoškolských a vysokoškolských profesorů a historici z řad duchovenstva.
Důležitým mezníkem se stal rok 1900, protože od té doby se muzejní spolek zaměřil výhradně na publikační činnost. Vlastivěda moravská měla na dvanáct set stálých odběratelů. Poté, co se ukázalo, že Vlastenecký spolek muzejní v Olomouci zpracování Vlastivědy moravské zajišťovat nebude, Muzejní spolek začal získávat autory i pro severovýchodní část Moravy. V roce 1903 byl jako první v této části země zpracován litovelský okres.
Před vznikem Československé republiky v roce 1918 byl autory a redaktory sledován cíl prospět české Moravě. Mnozí byli spíše než odborností více vedeni vlasteneckým nadšením. Široce pojaté dílo vyvolané v život hrstkou nadšenců bylo záslužné, avšak ukázalo se, že je nad síly chudého Muzejního spolku, a uskutečňovalo se dost těžce. Do vzniku ČSR byla vydána necelá polovina moravských okresů (37), na čemž se podílelo 22 autorů.
Odborná kritika příznivě oceňovala práci těch autorů, kteří potřebnou pozornost věnovali i společenských a hospodářským poměrům a vycházeli z původních pramenů. Takto pracovali zejména František A. Slavík, Jan Tenora, Augustin Kratochvíl, Eduard Domluvil a jiní. Časem zvláště z řad odborně vzdělaných historiků přicházely kritické hlasy, ovšem prvním, kdo vystoupil s kritikou dosavadního způsobu práce na Vlastivědě moravské, byl Jan Tenora. Nedostatkem bylo i to, že po odchodu Františka A. Slavíka se hlavním redaktorem stal přírodovědec a amatérský historik František Dvorský (1904–1917). Ačkoli mezi redaktory byli školení historici (František Kameníček, František Jaroslav Rypáček, František Šujan), a v roce 1909 se stal členem redakce Augustin Kratochvíl, nevyhovující pasáže se redakčně upravovaly jen občas. Někteří autoři na ně ale ani tak nechtěli přistupovat. Obtížné bylo získávání autorů i pro okresy, kde byli původně zajištěni, avšak neustále docházelo ke změnám v jejich obsazení autory. A zvláště na severovýchodě země nebylo zpracování řady okresů zajištěno vůbec. Počet mladších odborně vzdělaných historiků se zvyšoval postupně. Tito se ale nevěnovali vlastivědné práci, a chtěli vhodný přístup ke zpracování látky ukázat na vlastní literární práci. Svoji úlohu v tom jistě sehrály i metodologické zásady Gollovy školy, především její odmítání angažovanosti historiografie, a dále Vlastivědě moravské na začátku vytyčené široké pojetí.
Problémem většinou bylo, že se na zpracování dle svých schopností podíleli v úloze historiků místní pracovníci, kteří neprošli odbornou historickou přípravou, a že odborná kvalifikace a amatérský zájem se takto navzájem dostávaly do protikladu. Někdy byla drobná vlastivědná práce viděna v nepromýšleném a rychlém shromažďování i nevýznamných informací, aniž by došlo k pokusu o jejich zpracování. Zůstávala zde závislost na díle Gregora Wolného a již překonané literatuře, bez využití nových poznatků a bez studia pramenů uložených v archivech, i bez znalosti základních historických postupů. To vedlo ke značně rozdílné hodnotě publikací, jejich nesourodosti a chybnému metodickému zpracování. Některé takto zejména učiteli napsané práce byly proto kritizovány, jelikož pro poznání okresů nepředstavovaly požadovaný pokrok. Adolf Ludvík Krejčík k tomu v Časopise Matice moravské v roce 1914 napsal: „Tento stav věcí nutno konstatovati; nutno říci otevřeně, že podnik "Vlastivědy moravské" nebyl dokonale připraven a že nedostatkem sil lepších ocitá se v nebezpečných úskalích, kde mu hrozí ztroskotání a utonutí v čirém diletantismu. Jest na čase, aby bylo pomýšleno na řádnou změnu ve vedení podniku tak významného i nákladného, na změnu v hlavě i v údech ...“, a dále „Část všeobecná, jak patrno, v zpracování i uveřejnění úplně uvázla a za dnešního stavu aktivních badatelů není v dohledné době naděje, že by vůbec mohla býti dokončena, část podrobná dostala se do rukou více méně nadšených, však málo odborně školených neb vůbec neškolených milovníků místních dějin.“. Řada takto otištěných věcných nedostatků se potom předávala dále do další literatury, jejich poselství se tím přenášelo a někdy působí i po více než století od vydání svazku až dodnes.
Nejprve tak byly kritizovány nesprávné údaje, chybná data, zaměňování míst, komolení jmen apod. Postupně byla kriticky rozebírána metodika zpracování a otázky související s metodologií. Nová generace odborně vzdělaných historiků se pro tyto nedostatky plynoucí z diletantismu, amatérismu a nekritičnosti k Vlastivědě moravské začala stavět skepticky a soustředila se na vážné nedostatky v metodice, jako bylo používání různorodých informací a náhodnost těch nevýznamných, mechanické výčty údajů, používání falz Antonína Bočka, přejímání údajů z práce Gregora Wolného, aniž by byla provedena jejich kritika, neuvádění původu pramenů, z nichž se čerpalo, a nevyužívání základních dostupných archiválií, novější literatury apod. Dále se oprávněná kritika zabývala i nedostatky v redakční práci, která vedla ke značné nejednotnosti díla, a neúplnými a nedokonalými místními a jmennými rejstříky. Metodologicky nebyly ujasněny ani základní pojmy, jako je „vlastivěda“, „místopis“, programové otázky celého díla, schéma jeho zpracování apod. Negativní hodnocení Vlastivědy moravské bylo dáno tím, že se maximalisticky týkalo úrovně jejího zpracování posuzováno po stránce vědecké a ne po stránce vědeckopopulárního zpracování.
Edici Vlastivědy moravské ovšem nebylo oproti původnímu předpokladu možné uskutečnit během pár let. Jednotlivé svazky však na začátku 20. století, v době národního, sociálního, hospodářského a politického rozvoje země často plnily více než pouhé vlastivědné poslání, protože před vznikem Československa 28. října 1918, ačkoli nesouvisle a časově nesourodě, zobrazovaly jednotlivé části Moravy a její lid, včetně té části, v níž žilo její německy mluvící obyvatelstvo. Takové dílo navíc neměly okolní země. S odstupem od vydání již zastaralé a nevyhovující svazky poskytovaly vlastivědným zájemcům a pracovníkům cenné služby. Komplety Vlastivědy později patřily k vzácnostem vyhledávaným veřejnými knihovnami, muzejními správami a sběrateli moravik. Ve výročních zprávách Muzejního spolku od roku 1904 se často činila zmínka o „závistivých hlasech“, jež se ozývaly proti spolku a které mu vytýkaly, že Vlastivěda moravská vychází od „diletantů“. Na obranu Vlastivědy moravské se po prvních kritikách postavil Lubor Niederle, předseda Národopisné společnosti českoslovanské v Praze, jenž ocenil její vydávání a zásluhy Muzejního spolku. Poukázal na to, že i v Čechách by namísto zamýšlené vědecké encyklopedie chtěli vydávat populárnější, široké veřejnosti přístupnější dílo.
Postupně ale klesal počet odběratelů Vlastivědy moravské. Podpory stěží stačily na její vydávání a problémem sa začaly stávat nedoplatky odběratelů, zvláště pak knihkupců. Činnost spolku byla ochromena za 1. světové války. Podpory a honoráře sice zůstaly na úrovni, na jaké byly před válkou, postupně ale docházelo ke zdražování tisku a papíru. Vydávání se proto muselo dotovat z příspěvků členů spolku. Přesto se pokračovalo ve zveřejňování dalších okresů, i když klesal počet odběratelů a objevovala se další kritika. Z těchto důvodů byla provedena reorganizace Vlastivědy moravské a výbor muzejního spolku se snažil o získání odborných kritiků jako redaktorů a autorů.
Vedle oprávněných požadavků se však ze strany kritiky vyskytly i některé, jež nebyly opodstatněné a plynuly z nepochopení záměru Vlastivědy moravské. Takovým byla navrhovaná podoba slovníku, protože na Moravě nebyla osobnost, jakou byl August Sedláček, a edice si navíc od začátku kladla vyšší cíle. Zastaralým byl také požadavek na dělení podle feudálních správních celků, čemuž se organizátoři oprávněně chtěli vyhnout. Kritika zvolení soudního okresu jako jednotky pro samostatné zpracování příliš malé a zvolené náhodně byla neoprávněná, protože soudní okres byl stálým územním celkem a organickou součástí správy. Stejně tak byla neodůvodněná kritika, podle které byla autory věnována přílišná pozornost sociálním dějinám. Opodstatněně byly kritizovány nekvalitní reprodukce fotografií a obrazového materiálu, což ale bylo způsobeno nedostatkem peněz. Proto také nebylo možno vyhovět ani požadavkům na přidání dalších příloh (půdorysy, řezy uměleckohistorickými památkami, diagramy apod.). Přestože bylo dílo určeno široké veřejnosti, směřovala řada výtek k podmínění vydávání vědeckostí. Bylo ale potřeba přiznat, že některé zpracovatele vedlo více nadšení a vlastenecký duch než odborné školení. I tak lze celé dílo hodnotit kladně, neboť práce na něm byla záslužná, a i v tomto prvním období Vlastivěda moravská svojí úrovní předčila dílo Gregora Wolného.
Znovuoživení činnosti Muzejního spolku znamenal vznik Československé republiky, který vytvořil předpoklady pro jeho činnost na novém základě. Z finančního hlediska však situace ještě dlouho zůstala neutěšenou. Náklady na vydání jednoho svazku Vlastivědy moravské vzrostly a členské příspěvky na rozsáhlé úkoly nestačily. Prostředky byly získávány pomocí příležitostných darů a zejména podpor. Již vydané publikace byly rozprodávány za nižší ceny. V roce 1919 byly knihy deponované v Zemském muzeu věnovány Zemské knihovně, která vznikla reorganizací knihovny Františkova muzea, a jejich duplikáty byly věnovány nově vzniklé Komenského univerzitě v Bratislavě. V roce 1920 byla spolková místnost na Žerotínově náměstí ztracena ve prospěch Univerzitní knihovny. Schůze spolku se potom až do roku 1945 konaly v místnostech patřících různým institucím.
Kolísal a postupně se snižoval počet členů. Nejvíce z nich bylo ve spolku středoškolských profesorů, učitelů a duchovních. Nový pokus o zvýšení počtu členů spolku byl učiněn v roce 1931. Nesetkal se ale s úspěchem a počet členů ve třicátých letech 20. století dále klesal, což bylo způsobeno úmrtími starších členů, lhostejností k Vlastivědě moravské apod. Po Františkovi Šujanovi se stal předsedou vrchní školní rada František Višinka (1936–1942) a po něm přednosta státního památkového úřadu v Brně Stanislav Sochor (1943–1948). Dalšími funkcionáři byli např. A. Gregor, místopředseda v letech 1944–1948, a Josef Skutil, jednatel v letech 1942–1948. Snaha o získání odborníků z řad kritiků trvaleji jako funkcionářů (Adolf Ludvík Krejčík, Julius Glücklich aj.) však nebyla úspěšná.
Počátkem nejhoršího období v činnosti Muzejního spolku bylo obsazení zbytku okleštěných českých zemí Německem v březnu 1939. Jako vydavatel kulturního a vlastivědného díla, jako národní spolek stejně jako ostatní české kulturní instituce pocítil tíhu okupace a války. Jeho činnost byla všestranně podvazována zákazem projevů svébytnosti české kultury. Řada spolupracovníků spolku byla popravena nebo zahynula v koncentračních táborech. Muzejní spolek ve své činnosti pokračoval i za těchto podmínek, ale značně omezeně. Za okupace vyšly jen dva svazky Vlastivědy moravské (okupované Fulnecko jako poslední v roce 1940). Okres Nové Město na Moravě již vydán nebyl a zásoby papíru byly v roce 1941 zabaveny. Nositeli činnosti Muzejního spolku byli členové výboru. Schůze výboru a stejně tak styk se členy byly omezeny. Valné hromady se konaly v Zemském archivu. Obnova organizační vlastivědné činnosti a výzkumu byla plánována na dobu po válce. Brutální tlak se ve výsledku projevil zcela opačně. Došlo jak k růstu prodeje publikací, tak zvláště členstva.
V letech 1919–1940 bylo vydáno celkem 22 svazků Vlastivědy moravské, čímž zpracovanost celé země dosáhla asi 72 %. Po roce 1918 došlo ke kvalitativní proměně autorského kolektivu, když se značně snížil počet učitelů a nejvíce bylo středoškolských profesorů. Dále měli na zpracování podíl duchovní, státní úředník a vysokoškolský profesor, kteří připravili 17 svazků. Autoři z předchozího období (středoškolský profesor, učitel, duchovní a státní úředník) zpracovali pět svazků. Na některých publikacích se podíleli dva autoři, případně autor připravil dva svazky. Ve srovnání s prvním dvacetiletím se zlepšila úroveň vydaných svazků.
Na krátkou dobu převzal v letech 1918–1919 hlavní redakci Vlastivědy moravské jeden z kritiků Adolf Ludvík Krejčík. Po jeho odchodu do Prahy byla hlavní redakce opět svěřena Augustinovi Kratochvílovi, který ji zastával v letech 1919–1937 (s přerušením v letech 1921–1923, kdy byl hlavním redaktorem Julius Glücklich). Od roku 1938 se této funkce ujal Rudolf Hurt. Přírodovědnou část redakčního výboru zpočátku tvořili Karel Absolon a Emil Bayer, historickou část František Kameníček, Augustin Kratochvíl a František Šujan (1918). Od roku 1924 v redakci pracovali František Hrubý, J. Macků. Josef Podpěra, František Sochor a František Šujan.
Finanční situace se zlepšila od poloviny 20. let díky zvýšení subvencí a prodeji knih. Muzejnímu polku se však ke spolupráci nepodařilo získat zvláště pedagogy z Filozofické fakulty Masarykovy univerzity v Brně. Problémem v období mezi válkami také byla konkurence Vlastivědě moravské vytvářená jednotlivými monografiemi vydávanými různými kulturními a učitelskými spolky. Značně se zvýšil počet vůbec prvních českých zpracování severomoravských okresů. Tím byla orientace v regionálních dějinách umožněna i českým obyvatelům, učitelům apod. Kritiky byly oceněny zejména svazky vydávané ve třicátých letech (Olomoucký okres, Dějiny města Olomouce, Prostějovský okres aj.), zejména využití archivních pramenů, kritické zvládnutí literatury, svěží a dramatické vylíčení, proporcionálnost ve zpracování částí apod. Ačkoli Muzejní spolek bojoval s nedostatkem financí a poklesl počet členů (proto se snížil rozsah nákladu), bylo ve vydávání Vlastivědy moravské zvláště ve třicátých letech dosaženo dobrých výsledků.
Program Vlastivědy moravské byl naplněn až v roce 2002, kdy byl vydán 67. svazek Moravskotřebovsko Svitavsko.
Spolek organizoval moravskou vlastivědu po stránce literární vydáváním dvou řad Vlastivědy moravské (všeobecný pohled z několika disciplín a pohled z jednotlivých okresů) a vydáváním oborových studií, zpráv a recenzí ve vlastním v roce 1946 Josefem Skutilem založeném časopise Vlastivědný věstník moravský.
Příkladem antikvace starších svazků je svazek z roku 2005 Dačicko Slavonicko Telčsko přinášející nové poznatky, který ukazuje, že v práci by bylo možné pokračovat. Po zrušení správních okresů se však organizace vydávání nových svazků na základě okresů stala velice obtížnou. I tak je vydávání této edice nadále prioritou ediční činnosti Muzejní a vlastivědné společnosti.

### Země a lid
Od roku 1991 vychází nová řada Země a lid.

### Vlastivědné publikace
K hlavní náplni činnosti Muzejního spolku v Brně (od června 1979 Muzejní a vlastivědné společnosti v Brně) patří vydávání vlastivědných publikací a v knižnicích Vlastivědná knihovna moravská, Bibliografie a prameny k vývoji Moravy, Prameny k dějinám a kultuře Moravy Knihovna sborníku Jižní Morava již bylo vydáno několik set knih zahrnujících mnoho monografií jednotlivých obcí, přehledy vlastivědné literatury nebo nemovité kulturní památky.
Literárně publicistická činnost je mimořádně rozsáhlá a byla v minulosti podchycena Jaromírem Kubíčkem. Její kvalita spočívá hlavně v tom, že ji tvořili a tvoří přední vědečtí pracovníci z řady oborů na Moravě. Pro bývalý Muzejní spolek byla velice složitá padesátá a také sedmdesátá léta, jelikož mu několikrát ze strany orgánů tehdejší politické moci hrozilo zastavení činnosti. Podařilo se tomu zabránit díky obratnosti jeho předních funkcionářů, zvláště Vladimíra Nekudy.

### Vlastivědný věstník moravský
Vlastivědný věstník moravský je časopis, jenž je zařazen do Seznamu neimpaktovaných recenzovaných periodik vydávaných v České republice, poskytující tak prostor i pro vědecký výzkum.

### Archeologia historica
Zakladatelem edice a jejím editorem byl do roku 2004 Vladimír Nekuda, v letech 2005 – 2006 Vladimír Nekuda, Pavel Kouřil a Zdeněk Měřínský.

### Vlastivědný lexikon obcí Moravy a Slezska
Rozsáhlý Vlastivědný lexikon obcí Moravy a Slezska slovníkově zpracovává základní topografické údaje a vývoj každé obce.

## Přednášky, vlastivědné vycházky a exkurze
Třetí složkou činnosti spolku sloužící naplnění jeho poslání je práce v regionech při organizování činnosti vlastivědných kroužků, zajišťování besed, přednášek, exkurzí, výletů a tak podobně. Bohatý program přednášek, vlastivědných vycházek a exkurzí v České republice a v zahraničí má největší zásluhu na rozšiřování členské základny. Vyhledávají je nejen pravidelní zájemci a nejsou určeny jen pro členy Muzejní a vlastivědné společnosti. Pozornost historiků a dalších odborníků soustřeďuje na místo svého konání konference vlastivědných kroužků.
Každý rok je publikován nový program přednášek, vlastivědných vycházek a exkurzí. Obsahuje termíny a popisy jednotlivých výletů směřujících za památkami a pamětihodnostmi Moravy, Čech, Slezska, a také do ciziny, zaměřených přírodovědně nebo jinak specializovaných, dle zaměření vedoucího zájezdu. Zájezdy, jichž je v programu několik desítek, se většinově konají v sobotu a v neděli, jsou jednodenní i vícedenní.
Přihlašování exkurzí je možné vedle osobního jednání v kanceláři společnosti v Brně na ulici Solniční nově i elektronicky. Dlouhá léta, až do začátku roku 2018 tuto agendu MVS obětavě vedl Jaroslav Sýkora, který byl nesmírně pracovitým organizátorem. Po něm se této práce ujal Ludvík Vaverka. Dlouholetými lektory jsou Vlastimil Sochor, Karel Ondra, Ivana Vaverková, Josef Unger, Marta Horáková, Ivo Martinec, Stanislava Vrbová, Vít Pospíšil, Ivo Vrba, Zdena Novobilská, Tomáš Mariánek a Ludvík Vaverka.